# Amy Ried
Amy Ried, född 1985, är en amerikansk porrskådespelerska. Amy är ursprungligen från Tyskland men växte upp i Kalifornien i USA. Hon startade sin porrkarriär 2005 då hon medverkade i filmen Young Ripe Mellons 7. Amy har även en tvåårig utbildning som maskiningenjör. I oktober 2007 skrev Amy kontrakt med det pornografiska bolaget Third Degree Films.

## Utmärkelser
- 2007 F.A.M.E. Award för Favorite Female Rookie
- 2007 AVN för Best Anal Sex Scene i Breakin' 'Em In #9
- 2007 AVN för Best Tease Performance i My Plaything: Amy Ried
- 2010 AVN för Best Couples Sex Scene i 30 Rock: A XXX Parody[1]